# Carlos Chancellor
Carlos Marcelino Chancellor Ferrer (n. 12 de mayo de 1959) es un político venezolano. Entre 1995 y 2016 fue electo como alcalde del municipio Sifontes, estado Bolívar, cuatro veces casi consecutivas, con la única excepción del periodo entre 2005 y 2008. Chancellor ha sido arrestado por su oposición al gobierno venezolano, siendo la última en 2024, días después de las elecciones presidenciales de 2024. Organizaciones de derechos humanos, como el Comité por la Libertad de los Presos Políticos (CLIPPVE) y Justicia, Encuentro y Perdón (JEP) han pedido su liberación inmediata.

## Carrera
Chancellor milita en el partido La Causa R desde al menos 1996. Fue electo como alcalde del municipio Sifontes, estado Bolívar, iniciando su gestión en 1995, y fue reelecto para el cargo en las elecciones generales de Venezuela de 2000, conocidas como las "megaelecciones" de todos los poderes públicos. El Ministerio Público abrió una investigación en su contra por presuntas irregularidades en su gestión. En 2005 Carlos fue acusado de incitación a delinquir y cierre de vías públicas y encarcelado, en ejercicio de su cargo, después de participar en una protesta de mineros de Tumeremo y de criticar al gobernador Francisco Rangel Gómez.
Sin embargo, en 2008 volvió a postularse como candidato a alcalde de Sifontes con apoyo del partido Patria Para Todos (PPT), todavía estando detenido, y resultó electo con el 63,52 % de los votos. En 2009 fue sentenciado a siete años de cárcel, pero en 2011, dos años después, el Tribunal Segundo de Ejecución le concedió libertad condicional, con prohibición de salir del estado y de acercarse a la Troncal 10, donde ocurrieron las protestas, como medidas cautelares.
Fue electo como alcalde nuevamente en las elecciones municipales de 2013, esta vez como candidato de la coalición opositora de la Mesa de la Unidad Democrática (MUD). El 7 de marzo de 2016, Chancellor fue una de las primeras figuras, junto con el diputado Américo De Grazia, en denunciar la desaparición de 28 mineros en Tumeremo y en responsabilizar a bandas armadas de la zona. El gobernador Rangel Gómez inicialmente negó los hechos, pero más tarde admitió que las autoridades estaban buscando a las víctimas.En 2020 fue arrestado en Porlamar, estado Nueva Esparta, y encarcelado por un mes porque las órdenes de capturas emitidas en 2005 nunca fueron suspendidas.

## Detención en 2024
El 7 de agosto de 2024, días después de las elecciones presidenciales de Venezuela de 2024, Chancellor fue detenido por funcionarios de la Dirección General de Contrainteligencia Militar en el puesto de control de La Guarapera de El Tigre, estado Anzoátegui, mientras se dirigía a Lechería a visitar a su hijo menor. Ha sido recluido en El Helicoide y fue la cuarta vez en la que Carlos era arrestado por oponerse al gobierno, siendo las otras oportunidades en 2005, 2016 y 2020.Su defensa fue informada que se le imputaron los cargos de "incitación al odio" e "incitación a la rebelión"
Sus familiares y organizaciones de derechos humanos, como el Comité por la Libertad de los Presos Políticos (CLIPPVE) y Justicia, Encuentro y Perdón (JEP) expresaron su preocupación por su estado de salud y pidieron su liberación inmediato, incluyendo la posibilidad de una medida humanitaria que permitiese la misma.Para enero de 2025, no había recibido atención médica para sus afecciones.Fue excarcelado el 18 de julio de 2025 como parte de un intercambio de presos con los venezolanos deportados de Estados Unidos a El Salvador

## Vida personal
Carlos Chancellor padece de hipertensión, diabetes tipo II, degeneración macular, tinnitus y de una masa tumoral.Su hijo, Jhon Chancellor, es jugador de la selección nacional de fútbol.